# Шкляр, Моисей Израилевич
Моисей Израилевич Шкляр (1897, Борисов, Российская империя — 1973, Москва, СССР) — первый председатель Правления «Торгсина». Уполномоченный Наркомата внешней торговли в Западном Китае, начальник отдела валютного управления НКВТ.

## Биография
Моисей Израилевич Шкляр родился в 1897 году в городе Борисов в семье домохозяйки и рабочего спичечной фабрики. В 1916 году переехал в Тамбов и работал учеником в аптеке. Затем вновь вернулся в Борисов, а когда в мае 1918 года город был оккупирован немцами, он пошел добровольцем в Красную армию, а затем уже на фронте записался в партию большевиков. С 1918 по 1920 год был политработником в РККА.
В 1920 году написал письмо В. Ленину с просьбой уйти с фронта для учёбы, после чего ему дали разрешение поехать в Москву и поступить в Коммунистическую академию. Он стал редактором газеты «Жизнь национальностей» и вел партийные лекции. С 1921 по 1922 год работал секретарем объединённой партячейки ВЧК и МЧК. В 1929 году начал работать в системе внешней торговли. С 1932 по 1933 год был председателем Всесоюзного объединения «Торгсин».
Моисей Шкляр окончил курсы марксизма-ленинизма при Коммунистической академии (1925—1927) и посещал Университет марксизма-ленинизма в Москве (в 1948 году).
С мая 1936 года до января 1939 года работал в Китае директором «Совсиньторга».
В годы войны был в Алма-Ате, а после окончания войны перешел в валютное управление Наркомата внешней торговли где был начальником отдела валютного управления Министерства внешней торговли.
Умер в Москве и похоронен на Новодевичьем кладбище (место 94-1).

## Семья
- Жена — Анна Акимовна (1903—1984) — следователь в ОГПУ[3].